# Virginia Smith
Virginia Dodd Smith (Randolph, 30 giugno 1911 – Sun City West, 23 gennaio 2006) è stata una politica statunitense, membro della Camera dei Rappresentanti per lo stato del Nebraska dal 1975 al 1991.

## Biografia
Nata nell'Iowa, Virginia Dodd sposò a vent'anni Haven Smith, del quale assunse il cognome. La coppia non ebbe figli e restò sposata per sessantacinque anni, fino alla morte di lui nel 1997.
Nel 1936 Virginia Smith si laureò presso l'Università del Nebraska-Lincoln e cominciò ad occuparsi di tematiche agricole divenendo un'attivista del Partito Repubblicano.
Nell'anno dello scandalo Watergate, Virginia Smith si candidò alla Camera dei Rappresentanti per un seggio vacante e si aggiudicò le primarie repubblicane battendo sette uomini; riuscì poi a sconfiggere l'avversario democratico Wayne Ziebarth con soli 737 voti di scarto. La signora Smith divenne così la prima donna ad essere eletta deputata al Congresso dallo stato del Nebraska. Negli anni successivi, fu riconfermata dagli elettori per altri sette mandati, sempre con elevate percentuali di voto, fin quando nel 1990 annunciò la propria volontà di non chiedere la rielezione e lasciò il seggio dopo sedici anni.
Virginia Smith e il marito si trasferirono in Arizona. Morì all'inizio del 2006, all'età di novantaquattro anni.